# Varbergs tingsrätt
Varbergs tingsrätt är en tingsrätt i Sverige som har sitt säte i Varberg. Domkretsen omfattar norra Hallands län med kommunerna Falkenberg, Kungsbacka och Varberg. Tingsrätten med dess domkrets ingår i domkretsen för Hovrätten för Västra Sverige.

## Heraldiskt vapen
Blasonering: I fält av silver en blå bjälke belagd med en krönt leopard av silver med röd beväring; bjälken åtföljd ovan av en balansvåg och fältet nedan bestrött med hjärtan, allt blått. Skölden krönt med kunglig krona.
Vapnet antogs år 2005. Balansvågen symboliserar rättsväsendet.

## Administrativ historik
Vid tingsrättsreformen 1971 bildades denna tingsrätt i Varberg av Varbergs rådhusrätt med en domkrets motsvarande Varbergs stad som då ombildades till Varbergs kommun. 1972 uppgick Hallands mellersta tingsrätt och Hallands norra tingsrätt i Varbergs tingsrätt, och domkretsen utökades då med Falkenbergs och Kungsbacka kommuner. I början av 1990-talet flyttade tingsrätten till ett nytt hus i Varberg. Tidigare har det även funnits ett tingsställe i Falkenberg och ett i Kungsbacka.

## Lagmän
- 1971–1974 Axel Lindskog
- 1974–1975: Bo Nilson-Dag
- 1976–1985: Lars Ålund
- 1985–1993: Göran Norrsell
- 1993–2001: Claes Henrikson
- 2001–2011: Håkan Nyberg
- 2011–: Mats Sjösten